# Église Saint-Claude de Malbuisson
L'église Saint-Claude de Malbuisson est une église des XVIIe, XVIIIe et XXe siècle à Malbuisson dans le Haut-Doubs en Franche-Comté. Elle est dédiée à Saint Claude.

## Historique
En 1932 cette église est construite à Malbuisson sur les bords du lac de Saint-Point (également appelé « lac de Malbuisson ») sur une chapelle primitive de 1618 et sur les fondations d'une ancienne chapelle de 1705.

### Images de l'extérieur

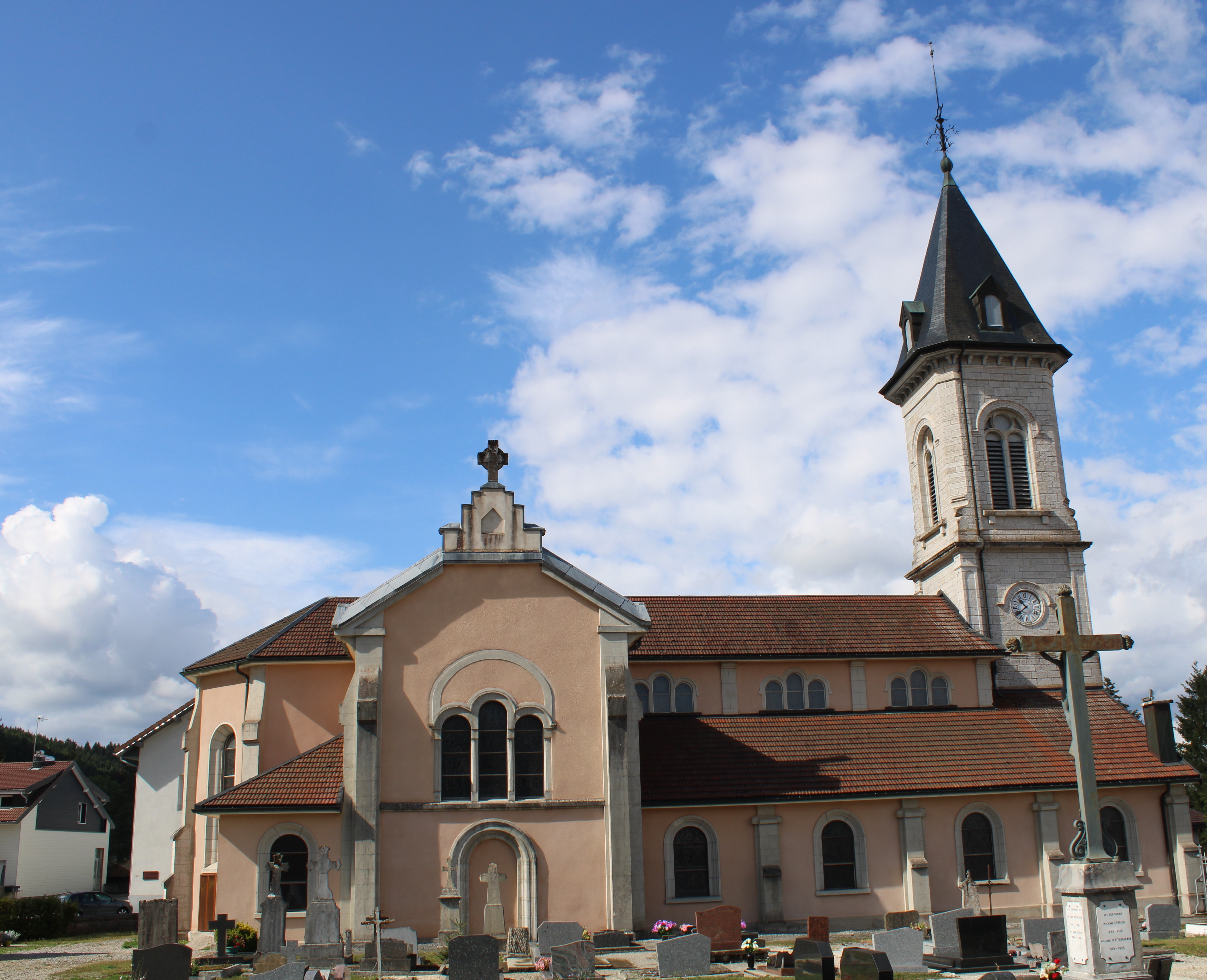
Façade nord.
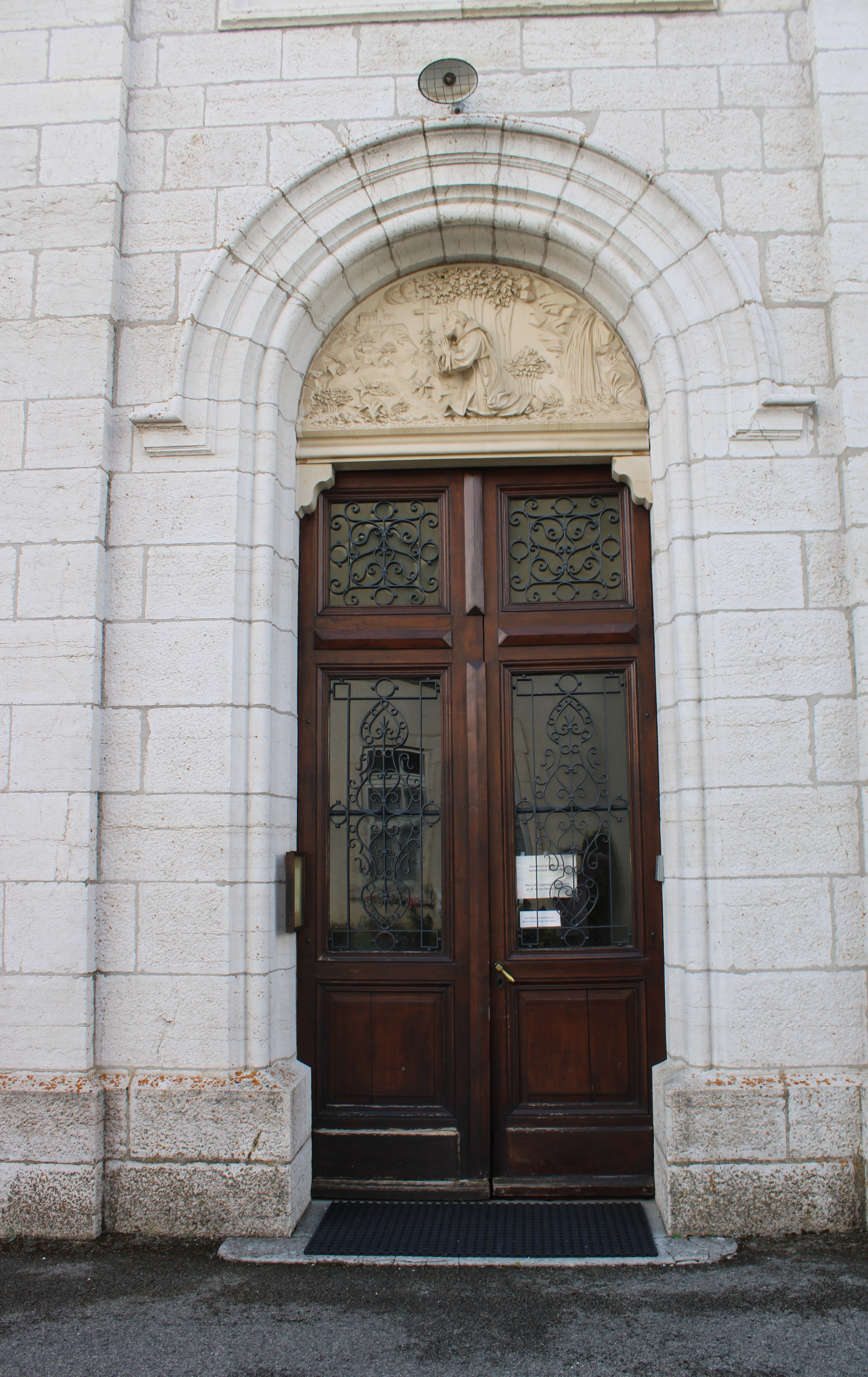
Le portail.
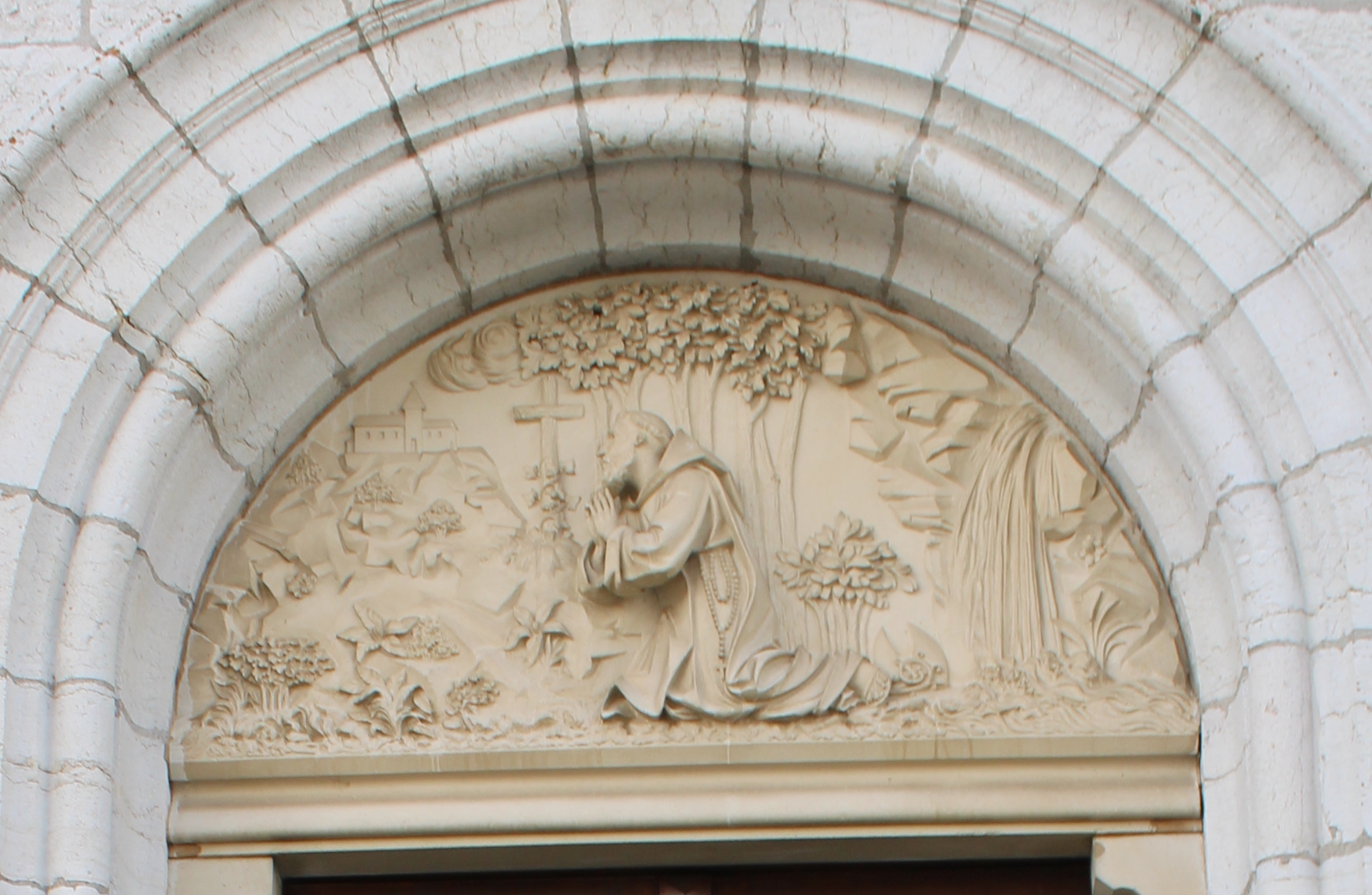
Tympan du portail.
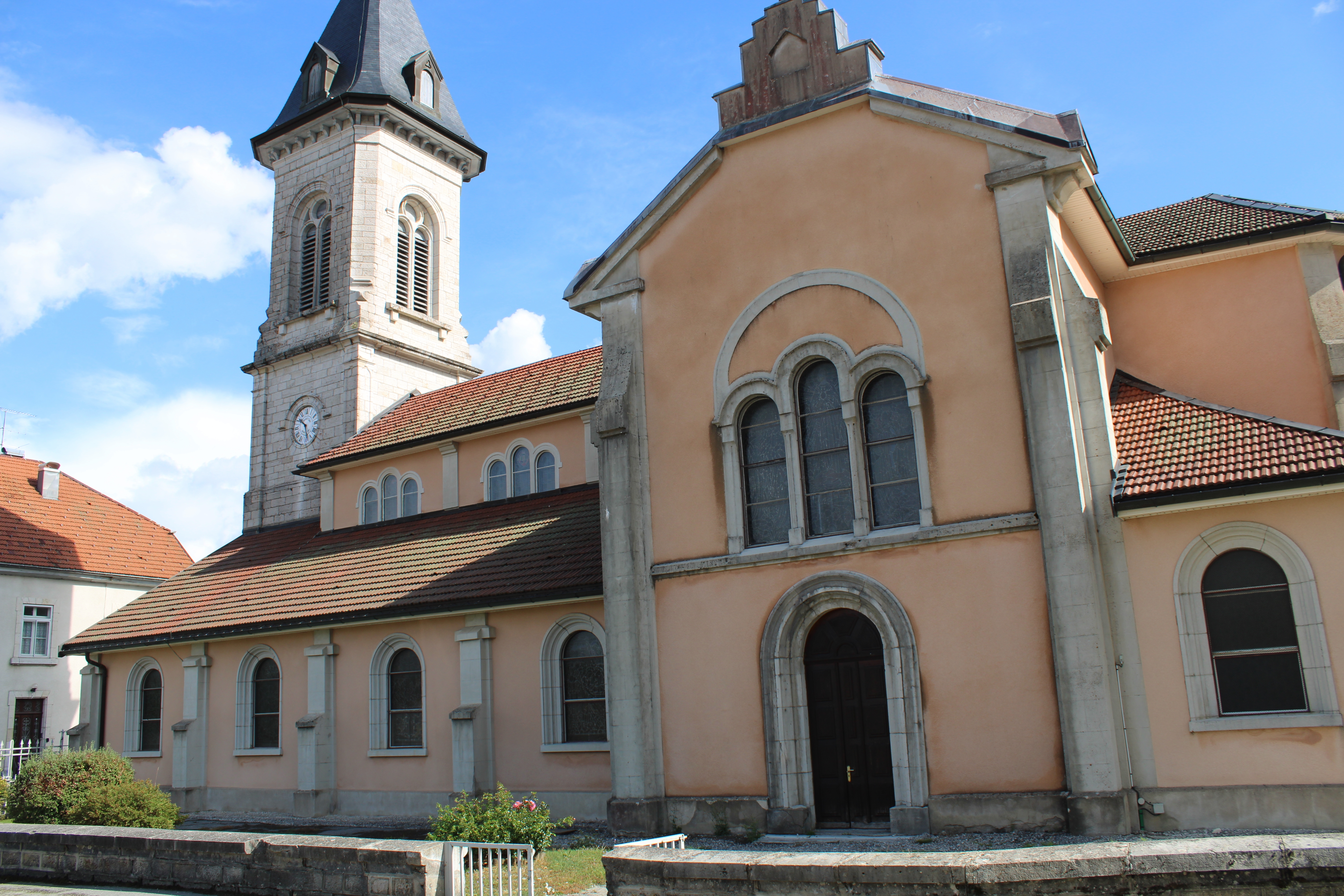
Façade sud.
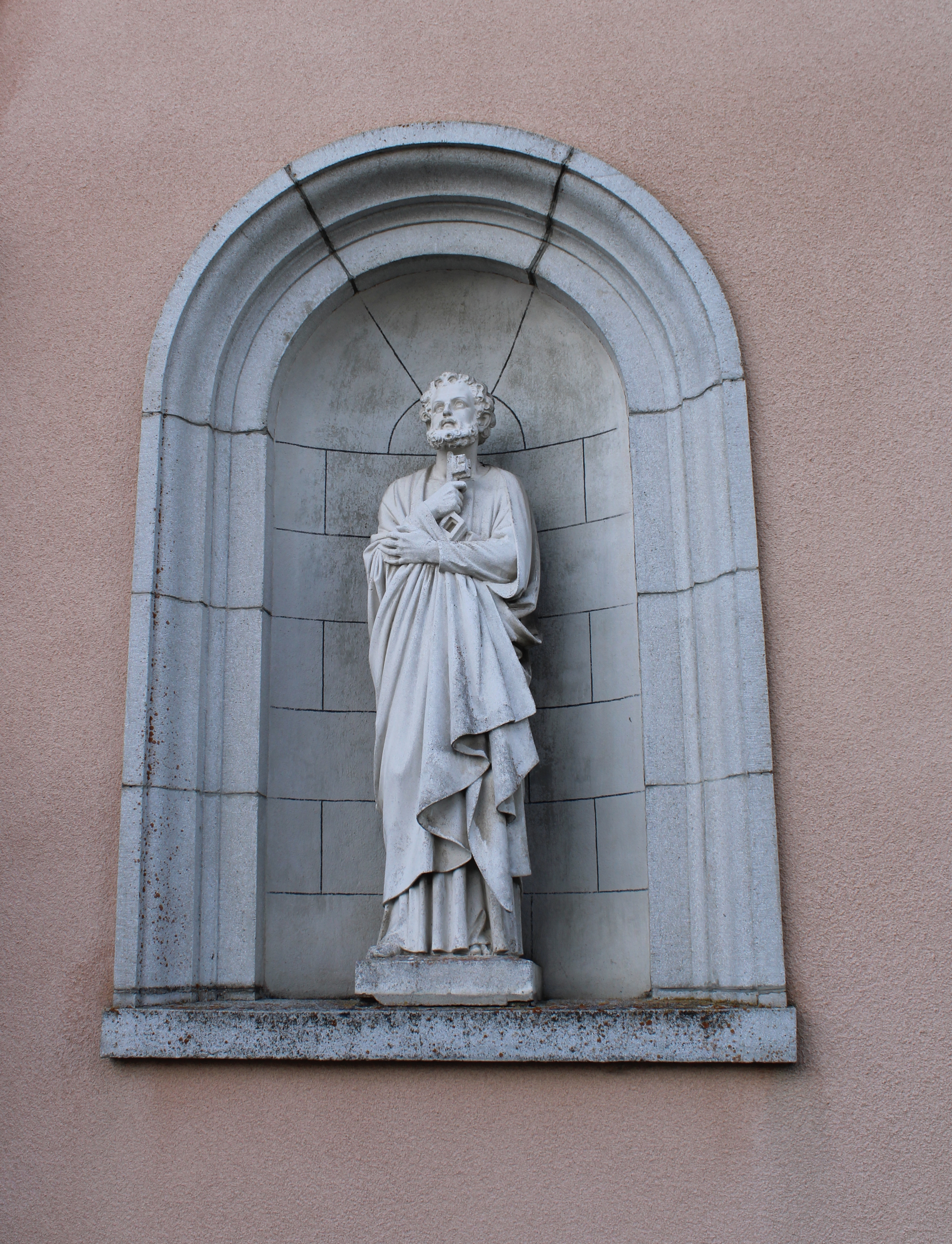
Statue de saint Pierre dans une niche sur la façade.

### Images de l'intérieur

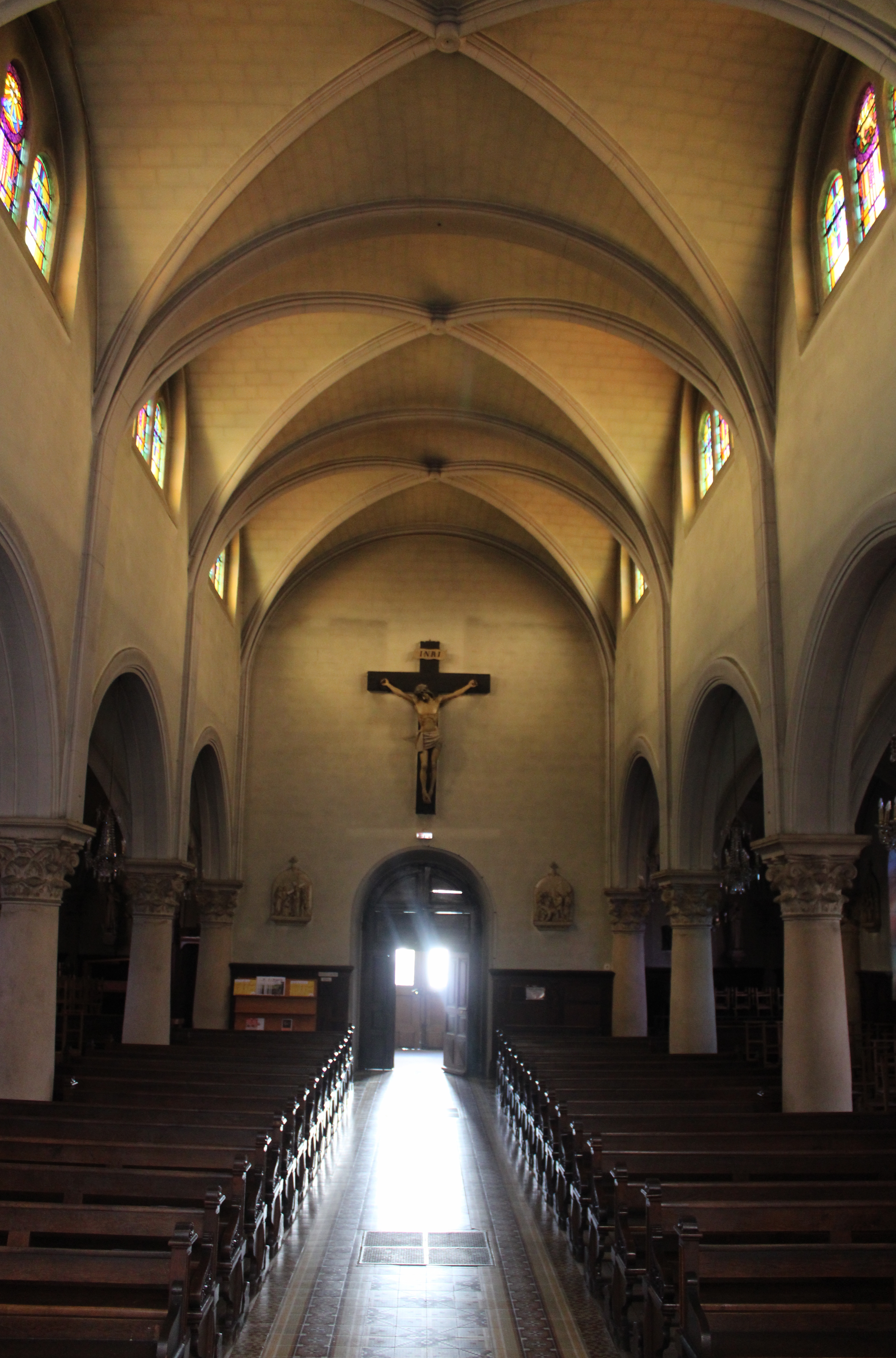
La nef vue du chœur.
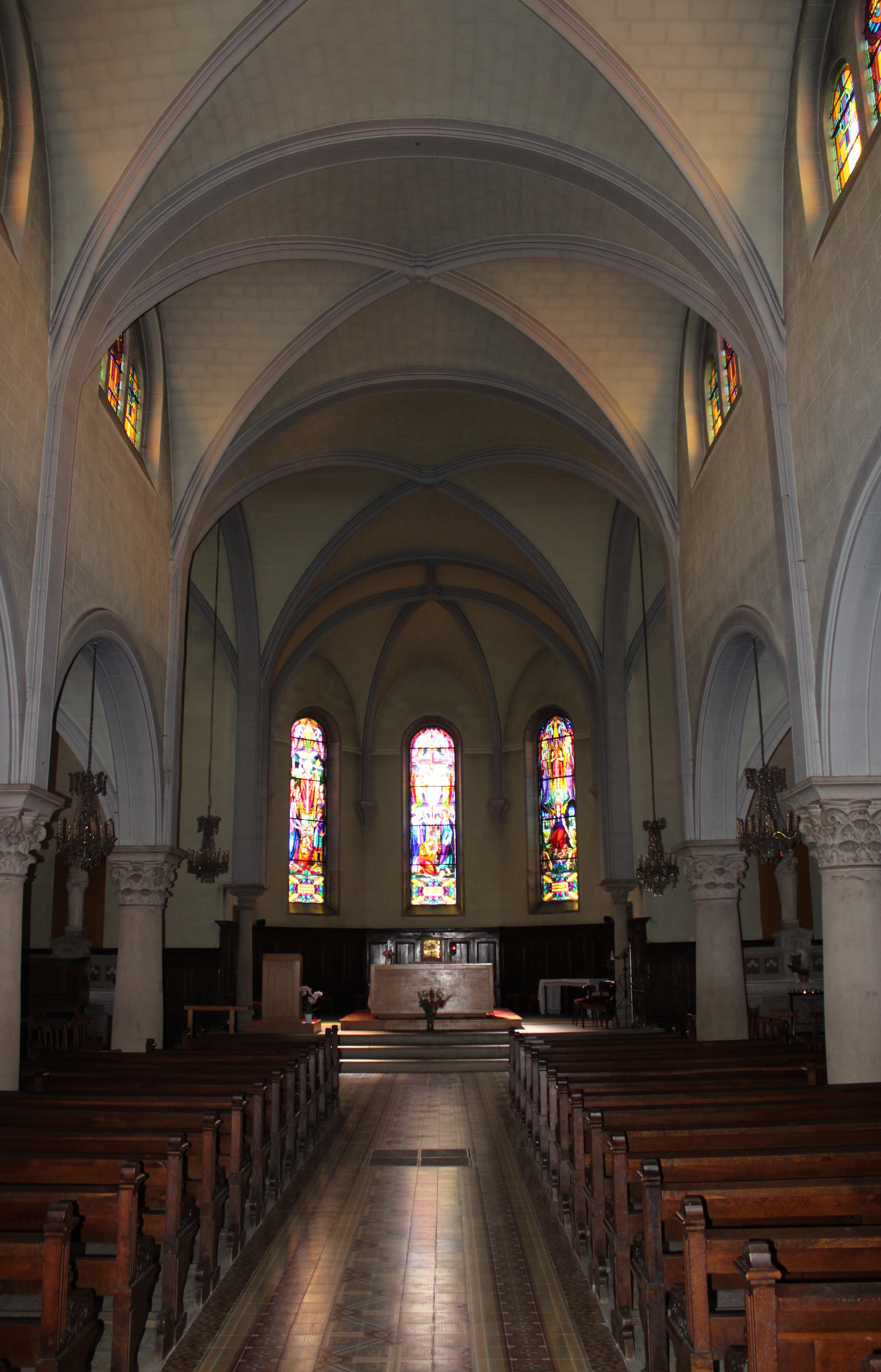
La nef et en arrière-plan le chœur.
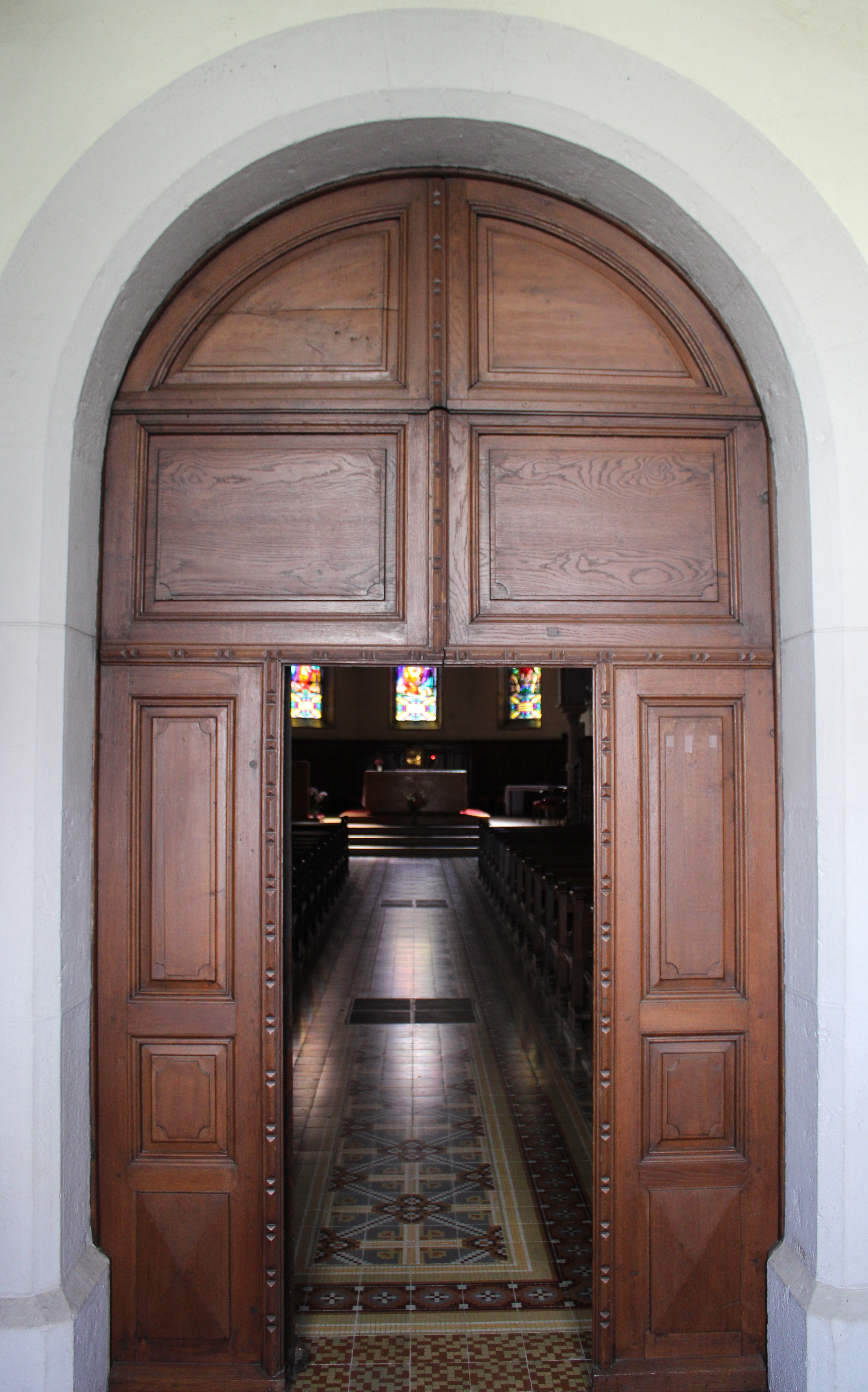
Le portail intérieur.
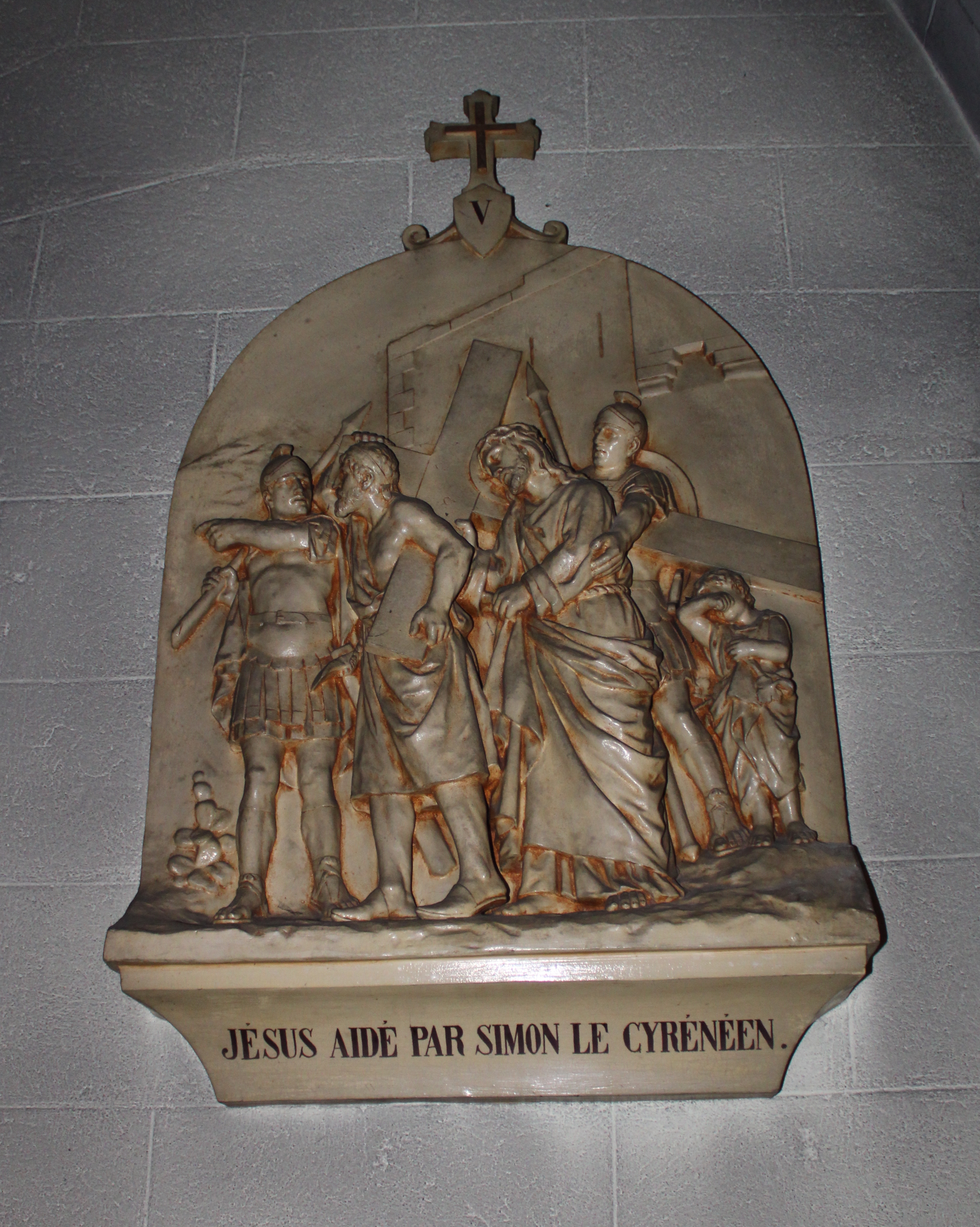
Station V du chemin de croix.
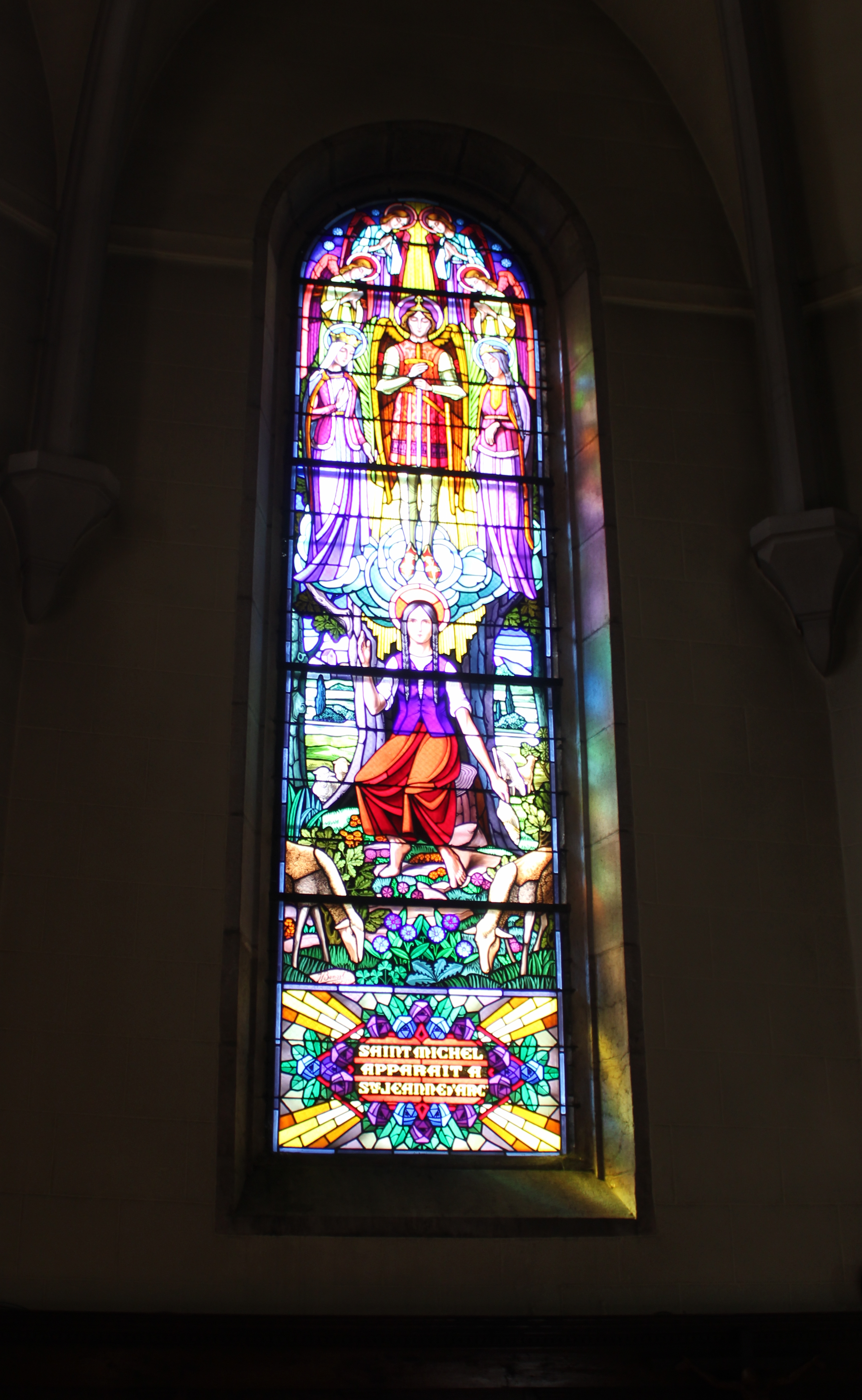
Vitrail de l'apparition de Saint Michel à Jeanne d'Arc.